# 曲茎马先蒿
曲茎马先蒿（学名：Pedicularis flexuosa）是列当科马先蒿属的植物。分布在锡金、不丹、喜马拉雅以及中国大陆的西藏等地，生长于海拔2,800米至4,000米的地区，多生在林中或溪旁岩上腐殖土中，目前尚未由人工引种栽培。